# 박익주
박익주(1931년 4월 19일~2020년 4월 29일)는 대한민국의 정치인이다. 제11·12대 국회의원을 지냈다.

## 역대 선거 결과
|  | 37.67% |

|  | 43.34% |